# Manly, New South Wales

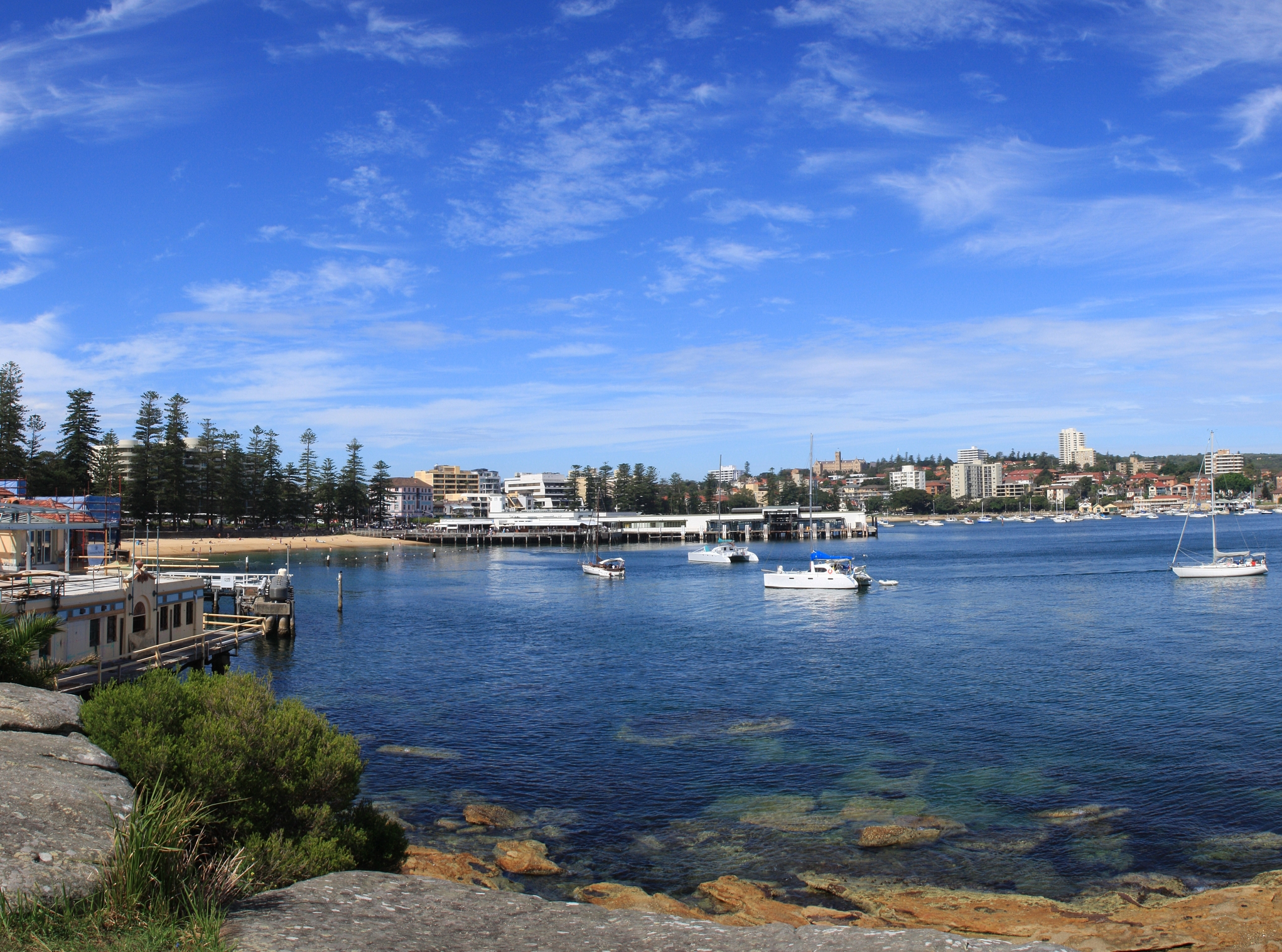

Manly este o suburbie în Sydney, Australia.